# Scincella ochracea
Espèce
Synonymes
- Leiolopisma ochraceum Bourret, 1937

Scincella ochracea est une espèce de sauriens de la famille des Scincidae.

## Répartition
Cette espèce est endémique du Viêt Nam.

## Publication originale
- Bourret, 1937 : Notes herpetologiques sur l'Indochine française. XII. Les lezards de la collection du Laboratoire des Sciences Naturelles de l'Universite. Descriptions de cinq especes nouvelles. Bulletin Général de l'Instruction publique de Hanoï, p. 1-22, 23-39.